# Krautrock
Krautrock là một thể loại nhạc rock và nhạc điện tử bắt nguồn ở Đức vào cuối thập niên 1960, với xu hướng thiên về ứng tác và sự sắp xếp tối giản. Thuật ngữ này được phổ biến nhờ những tờ báo tiếng Anh. Sau đó, người Đức bắt đầu dùng "krautrock" cho tất cả các nhóm nhạc rock vào cuối thập niên 1960 và 1970. Đa phần trên thế giới, nó thường được dùng để chỉ những nghệ sĩ thử nghiệm thường dùng bộ tổng hợp hoặc các nhạc cụ điện tử ở Đức.
Krautrock rời bỏ những ảnh hưởng từ blues và rock and roll tại nước Anh và Mỹ đương thời, đóng góp vào sự phát triển của nhạc điện tử và ambient cũng như sự hình thành của post-punk, alternative rock và new-age. Những nghệ sĩ chủ chốt trong thể loại này là Can, Amon Düül II, Ash Ra Tempel, Faust, Popol Vuh, Cluster, Harmonia, Tangerine Dream, Klaus Schulze, Neu!, và Kraftwerk.